# A. Favre & Fils
A. Favre & Fils es un fabricante suizo de relojes de lujo ubicado en Carouge, un municipio del cantón de Ginebra, Suiza. Fundada en 1718, la empresa produce relojes de oro de 18k coloreado (blanco o rosa). Sus orígenes entroncan con los de uno de los más prestigiosos fabricantes de relojes de Suiza, la firma Favre-Leuba.

## Historia
Un registro guardado en los Archivos Estatales de Neuchâtel establece que el 29 de marzo de 1718 se firmó un contrato entre Abraham Favre y el maestro relojero Daniel Gagnebin, en el que este último se comprometía a enseñar a Abraham Favre el oficio de relojero en la medida de sus conocimientos durante un período de tres años. Este documento marca el comienzo de la historia de la relojería de la familia Favre. Otro documento oficial fechado en 1737 menciona a su hijo, también llamado Abraham, como maestro relojero. A partir de la cuarta generación, el nombre comercial de la firma pasó a ser Abraham Favre & Fils, y los relojes se firmaron posteriormente con la marca "A. Favre & Fils".

## Genealogía
A continuación se muestra un resumen básico de la genealogía de la familia Favre, desde el primer relojero hasta el verdadero fundador de A. FAVRE & FILS, Laurent Favre:
I - Abraham Favre (1685-1762), "antiguo de iglesia", juez de reemplazo, empresario de la construcción pública. Primera iniciación en la relojería en 1718.
II - Abraham Favre (1702-1790), juez de reemplazo, maestro relojero.
III - Abraham Favre (1740-1823), consejero, capitán de la milicia local, maestro relojero y comerciante de relojes.
IV - Frédéric Favre (1766-1840), presidente de la Cámara de Beneficencia de Le Locle y comerciante de relojes.
V - Henri-Auguste Favre (1796-1865), fabricante de relojes, capitán de las fuerzas armadas locales, antiguo miembro del cuerpo legislativo de Neuchâtel.
VI - Fritz Favre (1828-1877), fabricante de relojes, juez, capitán de las fuerzas armadas locales, asistente del mayor en el batallón I de Le Locle.
VII - Henri-Adrien Favre (1865-1961), fabricante industrial y de relojes.
VIII - Henry-A. Favre (1908-1972), doctor en Derecho, presidente de la empresa Montres FAVRE-LEUBA de 1934 a 1969 y del grupo SAPHIR de 1969 a 1972.
IX - Florian Favre, nacido en 1942, ejecutivo de ventas y responsable del desarrollo de productos del grupo SAPHIR de 1966 a 1975, propietario y presidente de Florian Favre SA de 1976 a 2005.
Eric Favre, nacido en 1943, director general del holding SAPHIR S.A. de 1972 a 1977.
X - Laurent Favre, nacido en 1973, fundador de A. FAVRE & FILS.